# Вільярреал (футбольний клуб)
«Вільярреа́л» (ісп. Villarreal Club de Fútbol, S.A.D., вал. Vila-real Club de Futbol, S.A.D.) — професіональний іспанський футбольний клуб із міста Вілярреаль провінції Кастальон у складі автономної спільноти Валенсія. Заснований 10 березня 1923 року. У Прімері клуб грає з 1998 року, до цього всі 65 років свого існування команда провела у нижчих дивізіонах чемпіонату Іспанії. Свій перший матч у Прімері команда зіграла 31 серпня 1998 року на «Сантьяго Бернабеу», де програла «Реалу» 1:4.

## Історія
Команда була заснована 10 березня 1923 року. Першим президентом команди був Хосе Кальдуш Альмеля. Спочатку офіційними кольорами «Вільярреалу» були чорний та білий, але в 1946 році було прийнято рішення замінити їх на жовтий та синій. 17 червня 1923 року було введено в експлуатацію нинішній стадіон команди — Естадіо де ла Кераміка, а вже 21 жовтня там була проведена перша офіційна гра.
До сезону 1955/1956 клуб виступав у нижчих дивізіонах країни, але за підсумками сезону команда вийшла в третій національний дивізіон. У сезоні 1961/1962 команда посіла 14-те місце з 14 можливих і знову повернулася в регіональну лігу. Однак там «Вільярреал» затримався недовго, і у сезоні 1966/1967 повернувся в третій дивізіон. Після трьох сезонів команда забезпечила собі шлях у другий дивізіон, однак провела там лише два роки, оскільки у сезоні 1971/1972 посіла 17-те місце з 17 можливих. Після чотирьох не дуже вдалих виступів у третьому національному дивізіоні клуб востаннє повернувся в першу регіональну лігу, але затримався там ненадовго (лише один сезон, 1976/1977) і зміг знову піднятися у Терсеру. З 1987 по 1990 роки команда перебувала в Сегунді Б. Сезон 1990/1991 років став останнім у третьому національному дивізіоні, оскільки за його підсумками, посівши 2-ге місце, клуб перейшов у Сегунду Б. Наступного сезону команда виборола собі путівку у Сегунду. Протягом наступних п'яти сезонів клуб посідав місця нижче середини турнірної таблиці ліги.
У сезоні 1997/1998 команда посіла 4-те місце і за підсумками розіграшу ігор плей-оф вперше за 65 років історії команди вийшла в Ла Лігу. 31 серпня 1998 року команда провела свою першу гру в елітному дивізіоні на «Сантьяго Бернабеу», де «Вільярреал» поступився мадридському «Реалу» з рахунком 1:4. Попри вдалу першу половину сезону, команда посіла 18-те місце і повернулася в Сегунду. Сезон 1999—2000 клуб завершив на 3-й позиції, повернувши собі право виступати у вищому дивізіоні.
У сезоні 2020/2021 «Вільярреал» під керівництвом Унаї Емері здобув перший європейський трофей. У фінальному поєдинку Ліги Європи «Вільярреал» у серії післяматчевих пенальті здолав «Манчестер Юнайтед». Основний та додатковий час поєдинку завершився з рахунком 1:1. У складі «жовтої субмарини» відзначився Херард Морено. У серії одинадцятиметрових «Вільярреал» переміг із рахунком 11:10 — вирішальний пенальті забив голкіпер іспанців Херонімо Рульї.

## Склад команди
Станом на 22 квітня 2025
| №  | Поз. | Нац.        | Гравець                                |
| -- | ---- | ----------- | -------------------------------------- |
| 1  | ВР   | Бразилія    | Луїс Жуніор                            |
| 2  | ЗХ   | Кабо-Верде  | Логан Кошта                            |
| 3  | ЗХ   | Іспанія     | Рауль Альбіоль (капітан)               |
| 4  | ЗХ   | Кот-д'Івуар | Ерік Баї                               |
| 5  | ЗХ   | Франція     | Віллі Камбвала                         |
| 6  | ПЗ   | Іспанія     | Деніс Суарес                           |
| 7  | НП   | Іспанія     | Жерар Морено                           |
| 8  | ЗХ   | Аргентина   | Хуан Фойт                              |
| 9  | НП   | Канада      | Тейджон Б'юкенен (в оренді з «Інтера») |
| 10 | ПЗ   | Іспанія     | Дані Парехо                            |
| 11 | НП   | Марокко     | Ільяс Ахомаш                           |
| 13 | ВР   | Іспанія     | Дієго Конде                            |

| №  | Поз. | Нац.        | Гравець          |
| -- | ---- | ----------- | ---------------- |
| 14 | ПЗ   | Іспанія     | Санті Комесанья  |
| 15 | НП   | Франція     | Тьєрно Баррі     |
| 16 | ПЗ   | Іспанія     | Алекс Баена      |
| 17 | ЗХ   | Іспанія     | Кіко Феменія     |
| 18 | ПЗ   | Сенегал     | Пап Гує          |
| 19 | НП   | Кот-д'Івуар | Ніколя Пепе      |
| 21 | НП   | Іспанія     | Єремі Піно       |
| 22 | НП   | Іспанія     | Айосе Перес      |
| 23 | ЗХ   | Іспанія     | Серхі Кардона    |
| 24 | ЗХ   | Іспанія     | Альфонсо Педраса |
| 26 | ЗХ   | Іспанія     | Пау Наварро      |

## Досягнення
- Чемпіонат Іспанії
  - Віцечемпіон (1): 2007-08
  - Бронзовий призер (1): 2004-05

- Ліга чемпіонів УЄФА
  - Півфіналіст (2): 2005-06, 2021-22

- Кубок УЄФА / Ліга Європи
  -  Переможець (1): 2020-21
  - Півфіналіст (2): 2003-04, 2010-11

- Кубок Інтертото
  -  Переможець (2): 2003, 2004

## Виступи в єврокубках
| Сезон   | Змагання        | Раунд   | Суперник               | Вдома          | На виїзді      | У сукупності   |
| ------- | --------------- | ------- | ---------------------- | -------------- | -------------- | -------------- |
| 2002    | Кубок Інтертото | 2Р      | Гапнарфйордур          | 2–0            | 2–2            | 4–2            |
| 2002    | Кубок Інтертото | 3Р      | Торіно                 | 2–0            | 0–2            | 2–2 (4–3 п)    |
| 2002    | Кубок Інтертото | 1/2     | Труа                   | 0–0            | 2–0            | 3–0            |
| 2002    | Кубок Інтертото | Фінал   | Малага                 | 0–1            | 1–1            | 1–2            |
| 2003–04 | Кубок Інтертото | 3Р      | Брешія                 | 2–0            | 1–1            | 3–1            |
| 2003–04 | Кубок Інтертото | 1/2     | Збройовка              | 2–0            | 1–1            | 3–1            |
| 2003–04 | Кубок Інтертото | Фінал   | Геренвен               | 0–0            | 2–1            | 2–1            |
| 2003–04 | Кубок УЄФА      | 1Р      | Трабзонспор            | 0–0            | 3–2            | 3–2            |
| 2003–04 | Кубок УЄФА      | 2Р      | Торпедо Москва         | 2–0            | 0–1            | 2–1            |
| 2003–04 | Кубок УЄФА      | 1/16    | Галатасарай            | 3–0            | 2–2            | 5–2            |
| 2003–04 | Кубок УЄФА      | 1/8     | Рома                   | 2–0            | 1–2            | 3–2            |
| 2003–04 | Кубок УЄФА      | 1/4     | Селтік                 | 2–0            | 1–1            | 3–1            |
| 2003–04 | Кубок УЄФА      | 1/2     | Валенсія               | 0–0            | 0–1            | 0–1            |
| 2004–05 | Кубок Інтертото | 2Р      | Оденсе                 | 2–0            | 3–0            | 5–0            |
| 2004–05 | Кубок Інтертото | 3Р      | Спартак Москва         | 1–0            | 2–2            | 3–2            |
| 2004–05 | Кубок Інтертото | 1/2     | Гамбург                | 1–0            | 1–0            | 2–0            |
| 2004–05 | Кубок Інтертото | Фінал   | Атлетіко Мадрид        | 2–0            | 0–2            | 2–2 (3–1 п)    |
| 2004–05 | Кубок УЄФА      | 1Р      | Гаммарбю               | 3–0            | 2–1            | 5–1            |
| 2004–05 | Кубок УЄФА      | Група E | Лаціо                  | Н/Д            | 1–1            | 2-ге           |
| 2004–05 | Кубок УЄФА      | Група E | Мідлсбро               | 2–0            | Н/Д            | 2-ге           |
| 2004–05 | Кубок УЄФА      | Група E | Партизан               | Н/Д            | 1–1            | 2-ге           |
| 2004–05 | Кубок УЄФА      | Група E | Егалео                 | 4–0            | Н/Д            | 2-ге           |
| 2004–05 | Кубок УЄФА      | 1/16    | Динамо Київ            | 2–0            | 0–0            | 2–0            |
| 2004–05 | Кубок УЄФА      | 1/8     | Стяуа                  | 2–0            | 0–0            | 2–0            |
| 2004–05 | Кубок УЄФА      | 1/4     | АЗ                     | 1–2            | 1–1            | 2–3            |
| 2005-06 | Ліга чемпіонів  | 3К      | Евертон                | 2–1            | 2–1            | 4–2            |
| 2005-06 | Ліга чемпіонів  | Група D | Бенфіка                | 1–1            | 1–0            | 1-ше           |
| 2005-06 | Ліга чемпіонів  | Група D | Лілль                  | 1–0            | 0–0            | 1-ше           |
| 2005-06 | Ліга чемпіонів  | Група D | Манчестер Юнайтед      | 0–0            | 0–0            | 1-ше           |
| 2005-06 | Ліга чемпіонів  | 1/8     | Рейнджерс              | 1–1            | 2–2            | 3–3(г)         |
| 2005-06 | Ліга чемпіонів  | 1/4     | Інтернаціонале         | 1–0            | 1–2            | 2–2(г)         |
| 2005-06 | Ліга чемпіонів  | 1/2     | Арсенал Лондон         | 0–0            | 0–1            | 0–1            |
| 2006    | Кубок Інтертото | 3Р      | Марибор                | 1–2            | 1–1            | 2–3            |
| 2007-08 | Кубок УЄФА      | 1Р      | БАТЕ                   | 4–1            | 2–0            | 6–1            |
| 2007-08 | Кубок УЄФА      | Група C | Фіорентіна             | 1–1            | Н/Д            | 1-ше           |
| 2007-08 | Кубок УЄФА      | Група C | АЕК Афіни              | Н/Д            | 2–1            | 1-ше           |
| 2007-08 | Кубок УЄФА      | Група C | Млада Болеслав         | Н/Д            | 2–1            | 1-ше           |
| 2007-08 | Кубок УЄФА      | Група C | Ельфсборг              | 2–0            | Н/Д            | 1-ше           |
| 2007-08 | Кубок УЄФА      | 1/16    | Зеніт Санкт-Петербург  | 2–1            | 0–1            | 2–2(г)         |
| 2008-09 | Ліга чемпіонів  | Група E | Манчестер Юнайтед      | 0–0            | 0–0            | 2-ге           |
| 2008-09 | Ліга чемпіонів  | Група E | Ольборг                | 6–3            | 2–2            | 2-ге           |
| 2008-09 | Ліга чемпіонів  | Група E | Селтік                 | 1–0            | 0–2            | 2-ге           |
| 2008-09 | Ліга чемпіонів  | 1/8     | Панатінаїкос           | 1–1            | 2–1            | 3–2            |
| 2008-09 | Ліга чемпіонів  | 1/4     | Арсенал Лондон         | 1–1            | 0–3            | 1–4            |
| 2009-10 | Ліга Європи     | ПО      | НАК Бреда              | 6–1            | 3–1            | 9–2            |
| 2009-10 | Ліга Європи     | Група G | Ред Булл Зальцбург     | 0–1            | 0–2            | 2-е            |
| 2009-10 | Ліга Європи     | Група G | Лаціо                  | 4–1            | 1–2            | 2-е            |
| 2009-10 | Ліга Європи     | Група G | Левські                | 1–0            | 2–0            | 2-е            |
| 2009-10 | Ліга Європи     | 1/16    | Вольфсбург             | 2–2            | 1–4            | 3–6            |
| 2010-11 | Ліга Європи     | ПО      | Дніпро Могильов        | 5–0            | 2–1            | 7–1            |
| 2010-11 | Ліга Європи     | Група D | ПАОК                   | 1–0            | 0–1            | 1-ше           |
| 2010-11 | Ліга Європи     | Група D | Динамо Загреб          | 3–0            | 0–2            | 1-ше           |
| 2010-11 | Ліга Європи     | Група D | Брюггн                 | 2–1            | 2–1            | 1-ше           |
| 2010-11 | Ліга Європи     | 1/16    | Наполі                 | 2–1            | 0–0            | 2–1            |
| 2010-11 | Ліга Європи     | 1/8     | Баєр 04                | 2–1            | 3–2            | 5–3            |
| 2010-11 | Ліга Європи     | 1/4     | Твенте                 | 5–1            | 3–1            | 8–2            |
| 2010-11 | Ліга Європи     | 1/2     | Порту                  | 3–2            | 1–5            | 4–7            |
| 2011-12 | Ліга чемпіонів  | ПО      | Оденсе                 | 3–0            | 0–1            | 3–1            |
| 2011-12 | Ліга чемпіонів  | Група A | Баварія                | 0–2            | 1–3            | 4-те           |
| 2011-12 | Ліга чемпіонів  | Група A | Наполі                 | 0–2            | 0–2            | 4-те           |
| 2011-12 | Ліга чемпіонів  | Група A | Манчестер Сіті         | 0–3            | 1–2            | 4-те           |
| 2014-15 | Ліга Європи     | ПО      | Астана                 | 4–0            | 3–0            | 7–0            |
| 2014-15 | Ліга Європи     | Група A | Боруссія Менхенгладбах | 2–2            | 1–1            | 2-ге           |
| 2014-15 | Ліга Європи     | Група A | Цюрих                  | 4–1            | 2–3            | 2-ге           |
| 2014-15 | Ліга Європи     | Група A | Аполлон Лімасол        | 4–0            | 2–0            | 2-ге           |
| 2014-15 | Ліга Європи     | 1/16    | Ред Булл Зальцбург     | 2–1            | 3–1            | 5–2            |
| 2014-15 | Ліга Європи     | 1/8     | Севілья                | 1–3            | 1–2            | 2–5            |
| 2015–16 | Ліга Європи     | Група E | Вікторія Пльзень       | 1–0            | 3–3            | 2-ге           |
| 2015–16 | Ліга Європи     | Група E | Рапід Відень           | 1–0            | 1–2            | 2-ге           |
| 2015–16 | Ліга Європи     | Група E | Динамо Мінськ          | 4–0            | 2–1            | 2-ге           |
| 2015–16 | Ліга Європи     | 1/16    | Наполі                 | 1–0            | 1–1            | 2–1            |
| 2015–16 | Ліга Європи     | 1/8     | Баєр 04                | 2–0            | 0–0            | 2–0            |
| 2015–16 | Ліга Європи     | 1/4     | Спарта Прага           | 2–1            | 4–2            | 6–3            |
| 2015–16 | Ліга Європи     | 1/2     | Ліверпуль              | 1–0            | 0–3            | 1–3            |
| 2016–17 | Ліга чемпіонів  | ПО      | Монако                 | 1–2            | 0–1            | 1–3            |
| 2016–17 | Ліга Європи     | Група L | Цюрих                  | 2–1            | 1–1            | 2-ге           |
| 2016–17 | Ліга Європи     | Група L | Стяуа                  | 2–1            | 1–1            | 2-ге           |
| 2016–17 | Ліга Європи     | Група L | Османлиспор            | 1–2            | 2–2            | 2-ге           |
| 2016–17 | Ліга Європи     | 1/16    | Рома                   | 0–4            | 1–0            | 1–4            |
| 2017–18 | Ліга Європи     | Група A | Славія Прага           | 2–2            | 2–0            | 1-ше           |
| 2017–18 | Ліга Європи     | Група A | Маккабі Тель-Авів      | 0–1            | 0–0            | 1-ше           |
| 2017–18 | Ліга Європи     | Група A | Астана                 | 3–1            | 3–2            | 1-ше           |
| 2017–18 | Ліга Європи     | 1/16    | Ліон                   | 0–1            | 1–3            | 1–4            |
| 2018–19 | Ліга Європи     | Група G | Рейнджерс              | 2–2            | 0–0            | 1-ше           |
| 2018–19 | Ліга Європи     | Група G | Рапід Відень           | 5–0            | 0–0            | 1-ше           |
| 2018–19 | Ліга Європи     | Група G | Спартак Москва         | 2–0            | 3–3            | 1-ше           |
| 2018–19 | Ліга Європи     | 1/16    | Спортінг Лісабон       | 1–1            | 1–0            | 2–1            |
| 2018–19 | Ліга Європи     | 1/8     | Зеніт Санкт-Петербург  | 2–1            | 3–1            | 5–2            |
| 2018–19 | Ліга Європи     | 1/4     | Валенсія               | 1–3            | 0–2            | 1–5            |
| 2020–21 | Ліга Європи     | Група I | Карабах                | 3-0 (+:-)      | 3-1            | 1-ше           |
| 2020–21 | Ліга Європи     | Група I | Маккабі Тель-Авів      | 4-0            | 1-1            | 1-ше           |
| 2020–21 | Ліга Європи     | Група I | Сівасспор              | 5-3            | 1-0            | 1-ше           |
| 2020–21 | Ліга Європи     | 1/16    | Ред Булл Зальцбург     | 2-1            | 2-0            | 4–1            |
| 2020–21 | Ліга Європи     | 1/8     | Динамо Київ            | 2-0            | 2-0            | 4–0            |
| 2020–21 | Ліга Європи     | 1/4     | Динамо Загреб          | 2-1            | 1-0            | 3–1            |
| 2020–21 | Ліга Європи     | 1/2     | Арсенал Лондон         | 2-1            | 0-0            | 2–1            |
| 2020–21 | Ліга Європи     | Фінал   | Манчестер Юнайтед      | 1–1 (11–10 п.) | 1–1 (11–10 п.) | 1–1 (11–10 п.) |
| 2021    | Суперкубок УЄФА | Фінал   | Челсі                  | 1–1 (5–6 п.)   | 1–1 (5–6 п.)   | 1–1 (5–6 п.)   |
| 2021-22 | Ліга чемпіонів  | Група F | Манчестер Юнайтед      | 0–2            | 1–2            | 2-ге           |
| 2021-22 | Ліга чемпіонів  | Група F | Аталанта               | 2–2            | 3–2            | 2-ге           |
| 2021-22 | Ліга чемпіонів  | Група F | Янг Бойз               | 2–0            | 4–1            | 2-ге           |
| 2021-22 | Ліга чемпіонів  | 1/8     | Ювентус                | 1-1            | 3-0            | 4–1            |
| 2021-22 | Ліга чемпіонів  | 1/4     | Баварія                | 1-0            | 1-1            | 2–1            |
| 2021-22 | Ліга чемпіонів  | 1/2     | Ліверпуль              | 0-2            | 2-3            | 2–5            |